# Валгуси (Нижньогородська область)
Валгуси (рос. Валгусы) — село в Бутурлинському районі Нижньогородської області Російської Федерації.
Населення становить 510 осіб. Входить до складу муніципального утворення Большебакалдська сільрада.

## Історія
Від 2009 року входить до складу муніципального утворення Большебакалдська сільрада.

## Населення
| 1999 | 2002 | 2010 |
| ---- | ---- | ---- |
| 476  | ↗480 | ↗510 |